# ジョージ・アトウッド

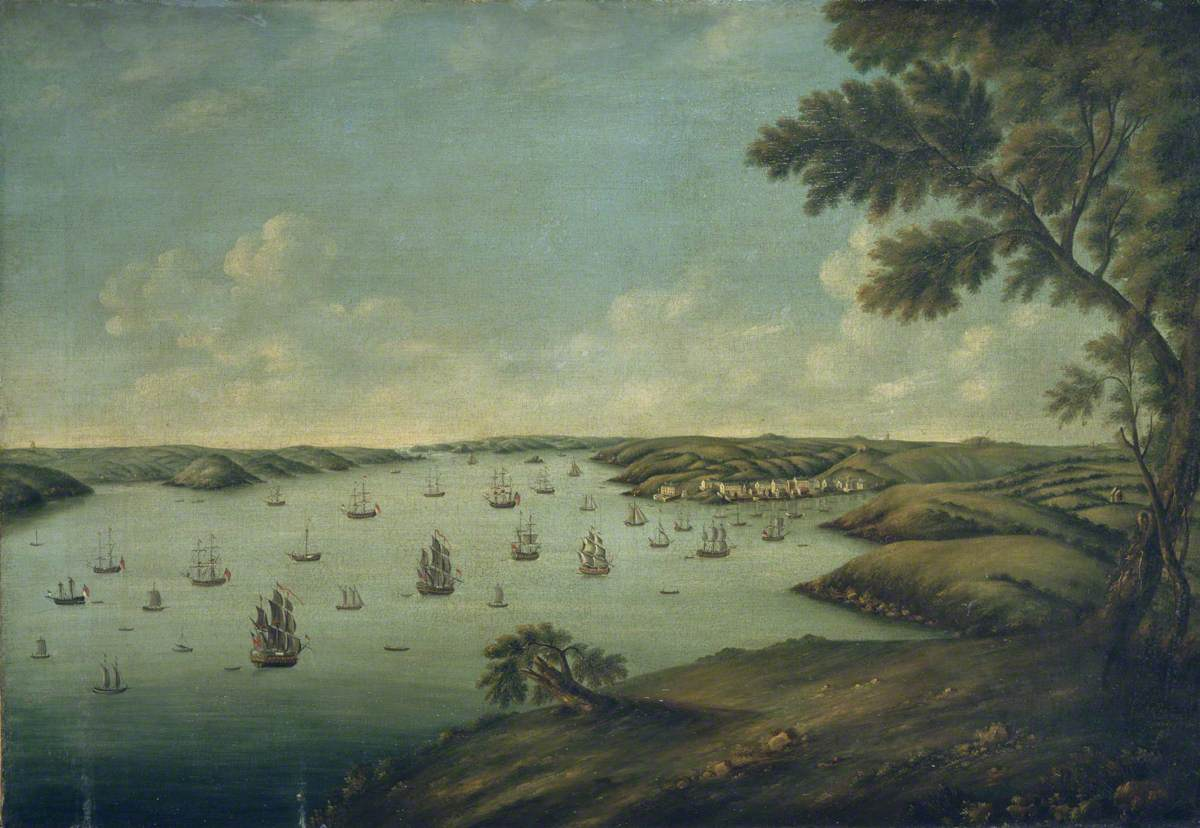
ジョージ・アトウッド

ジョージ・アトウッド（George Atwood, 1745年10月 - 1807年7月11日）は、イギリスの数学者・物理学者で、等加速運動を調べるための「アトウッドの器械」を発明した人物。彼はチェス・プレイヤーとしても著名で、フランソワ＝アンドレ・ダニカン・フィリドールとも対戦している。
アトウッドはウェストミンスターに生まれた。誕生日は不明だが、洗礼を受けたのは1745年10月15日だと分かっている。彼はウェストミンスター・スクールに通い、1759年にはケンブリッジ大学トリニティ・カレッジの奨学生に選出されている。1769年に卒業し、同大学で研究員とチューターとなる。1776年にはロンドン王立協会の会員に選出される。
1784年にケンブリッジを去り、直後にウィリアム・ピットによって特許事務所の職を与えられる。この職は拘束時間が少なかったので、彼は多くの時間を数学と物理学の研究に費やすことができた。
ジョージ・アトウッドはウェストミンスターで没した。61歳。
一世紀以上後、その名誉を称えて月の豊かの海にあるクレーターの一つにアトウッドの名がつけられた。

## 代表的著作
アトウッドの論文は主として『フィロソフィカル・トランザクションズ』に寄稿され、そのうちの一編は彼にコプリ・メダルをもたらした。以下に代表的なものを挙げる。
- Analysis of a Course of Lectures on the Principles of Natural Philosophy (Cambridge, 1784).
- Treatise on the Rectilinear Motion and Rotation of Bodies (Cambridge, 1784), which gives some interesting experiments, by means of which mechanical truths can be ocularly exhibited and demonstrated, and describes the machine, since named after Atwood, for verifying experimentally the laws of simple acceleration of motion.
- Review of the Statutes and Ordinances of Assize which have been established in England from the 4th year of John of England|King John, 1202, to the 37th of his present Majesty (London, 1801), a work of some historical research.
- Dissertation on the Construction and Properties of Arches (London, 1801).
- Chess games recorded by Atwood were published posthumously by George Walker in London in 1835, under the name Selection of Games at Chess, actually played by Philidor and his Contemporaries.